# Ratpenat de cua de beina de Hildegarde
El ratpenat de cua de beina de Hildegarde (Taphozous hildegardeae) és una espècie de ratpenat de la família dels embal·lonúrids que es troba a Kenya i a Tanzània.Viu als boscos tropicals i subtropicals i a coves. Fou anomenat en honor de l'antropòloga i zoòloga Hildegarde Beatrice Hinde.